# 아사히역 (지바현)
아사히역(일본어: 旭駅, あさひえき 아사히에키[*])은 일본 지바현 아사히시에 위치한 동일본 여객철도의 철도역이다.

## 역 구조
2면 3선의 복합식 승강장을 가진 지상역으로, 저상 승강장이다. 초록 창구 및 지정석 발매기가 설치되어 있다. 조시역 관할권 안의 직영역이며, 과선교가 있다. 2009년 3월 14일부터 스이카의 사용이 가능한 자동 개찰기가 도입되었다.

### 승강장
| 1   | ■ 소부 본선(상행) | 요카이치바·나루토·사쿠라·지바·도쿄 방면 |
| 2·3 | ■ 소부 본선(하행) | 마쓰기시·조시 방면                      |

## 역사
- 1897년 6월 1일: 소부 철도의 아사히마치 역으로 영업을 개시하였다.
- 1907년 9월 1일: 국유화에 따라 일본국유철도의 소속이 되었다.
- 1959년 10월 1일: 아사히 역으로 개칭하였다.
- 1973년 7월 1일: 화물 취급이 중지되었다.
- 1987년 4월 1일: 민영화에 따라 동일본 여객철도의 소속이 되었다.
- 2009년 3월 14일: 스이카의 사용이 가능해졌으며, 도쿄 근교 구간 요금제가 적용되기 시작하였다.

## 사진 화랑

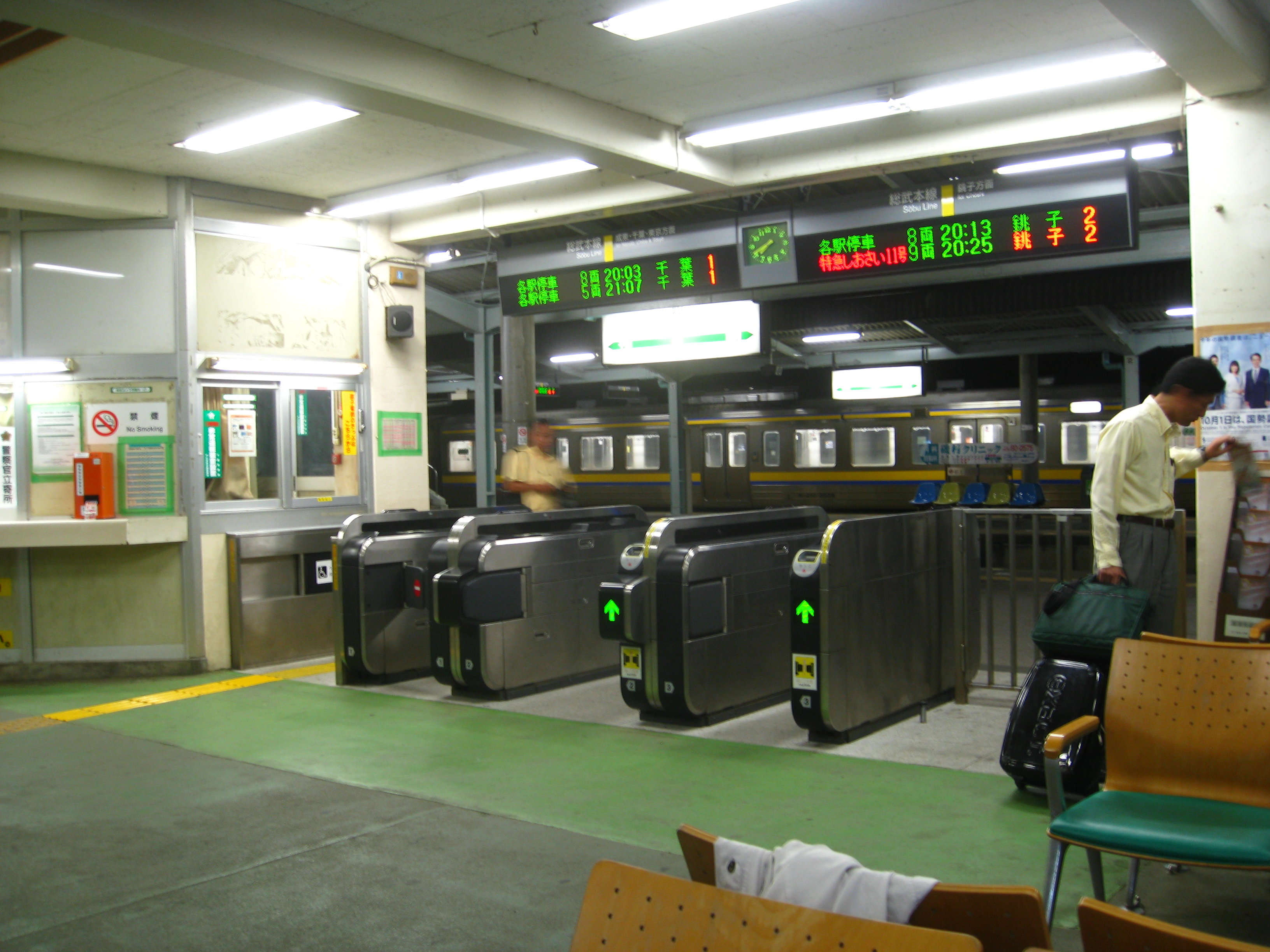
개찰 모습(2010년 8월 29일)
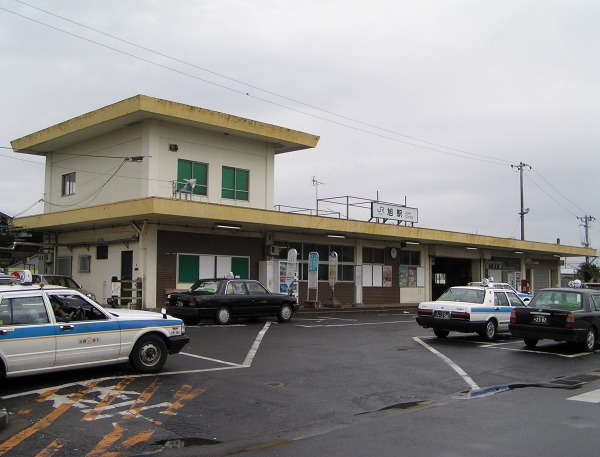
역사 모습(2006년 3월 19일)
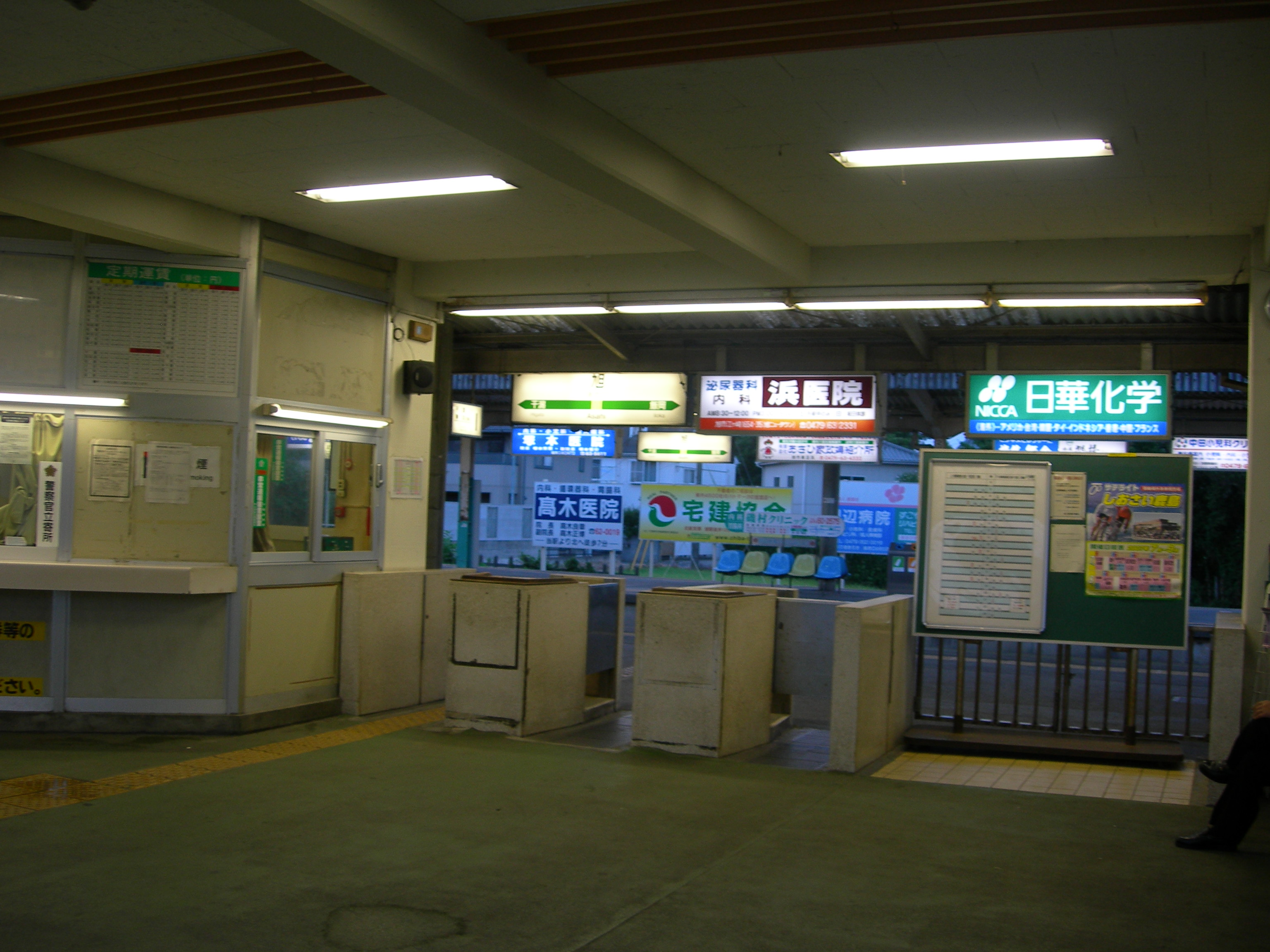
개찰 모습(2007년 8월 19일)

## 인접정차역
| 동일본 여객철도 ■ 소부 본선 | 동일본 여객철도 ■ 소부 본선 | 동일본 여객철도 ■ 소부 본선 |
| --------------------------- | --------------------------- | --------------------------- |
| 히가타 지바 방면            |                             | 이오카 조시 방면            |